# Turriaco
Turriaco est une commune italienne de la province de Gorizia dans la région Frioul-Vénétie Julienne en Italie.

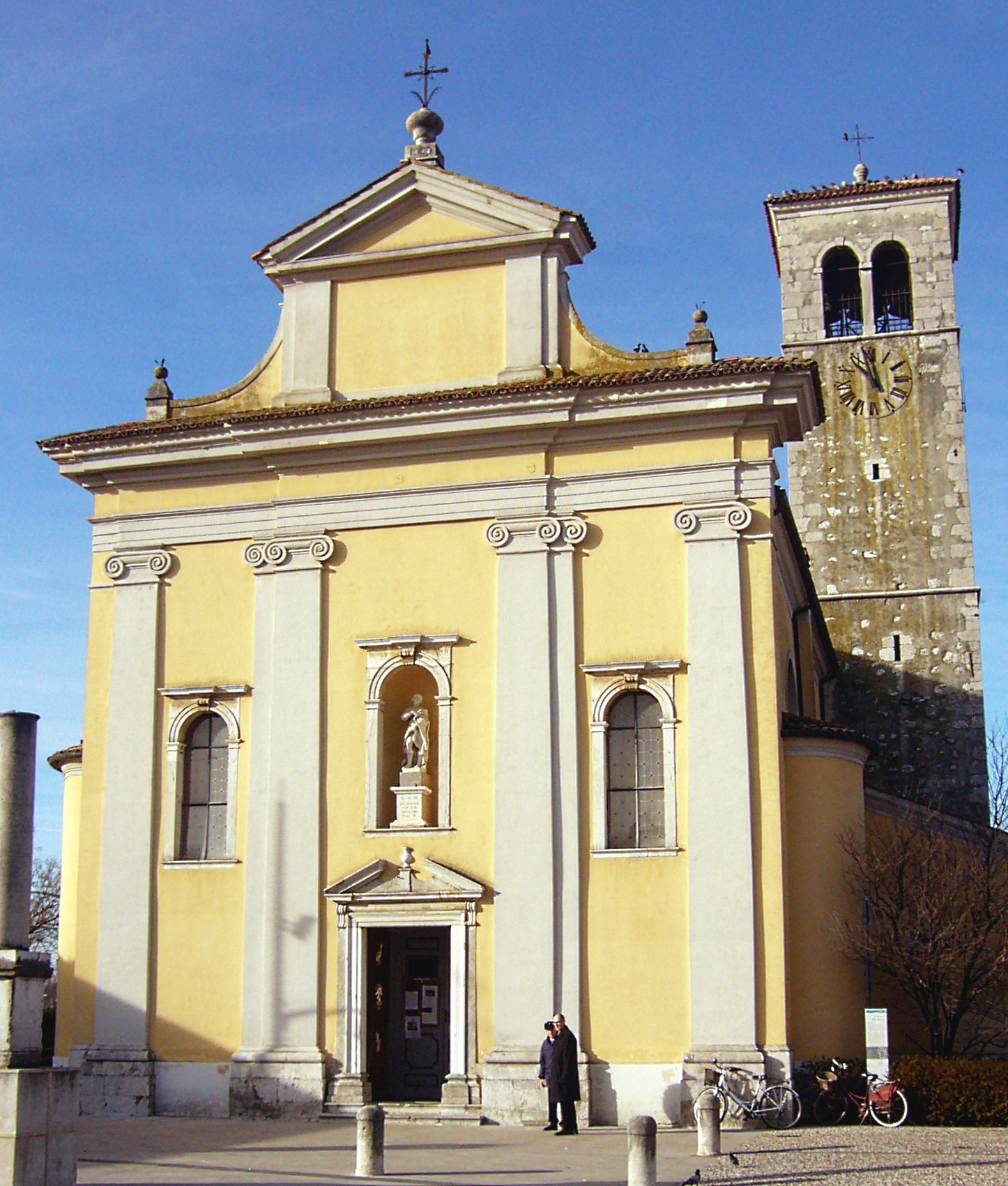
Église San Rocco

## Administration
| Période                                  | Période | Identité | Étiquette | Qualité |
| ---------------------------------------- | ------- | -------- | --------- | ------- |
|                                          |         |          |           |         |
| Les données manquantes sont à compléter. |         |          |           |         |

## Communes limitrophes
Fiumicello, Ruda, San Canzian d'Isonzo, San Pier d'Isonzo

## Culture locale et monuments
- Église paroissiale San Rocco XVIe siècle

## Personnalités liées à la ville
- Silvio Benco (1874-1929), écrivain, librettiste, journaliste